# Škrip
Škrip je naselje na otoku Brač, ki upravno spada pod mesto Supetar; le-ta pa spada pod Splitsko-dalmatinsko županijo.
Škrip je najstarejše naselje na Braču. Leži v notranjosti otoka okoli 2,5 km južno od Splitske. Kraj je priljubljen izletniški cilj zaradi Muzeja otoka Brača. V bližini nad vasjo so kamnolomi Plate, Stražišće in Rasohe, v katerih so pridobivali kamnite bloke, ki so jih uporabljali za gradnjo Dioklecijanove  palače v Splitu. Škrip je v celoti svojevrsten spomenik ilirskega, rimskega in hrvaškega zgodovinskega obdobja. Njegovi začetki segajo v bronasto in železno dobo. V steni pri kamnolomu Rasohe je še viden v skalo vklesan Heraklejev relief iz 3. do 4. stoletja zaradi tega nekateri zgodovinarji domnevajo, da so se tu  naselili tudi antični Grki, za kar pa ni zanesljivih dokazov. V obdobju Rimljanov je bil  najpomembnejše naselje na Braču. Iz tega obdobja so ohranjeni tudi nekateri ostanki: deset sarkofagov, zaobljubljeni žrtvenik, nagrobni napisi, votivni napisi, reljefi in ostanki rimskih term na katerih je sedaj pokopališče. Na pokopališču stoji triladijska predromanska cerkev sv. Duha postavljena med 11. in 12. stoletjem in manjša kapela postavljena iz prehoda iz renesanse v barok. V Škripu severno od kaštela Radojković so ohranjeni ostanki prastarih obrambnih zidov, grajenih po vzoru grških klopskih zidov, katere so najverjetneje postavili Iliri v času grške kolonizacije na Jadranu. Na koncu tega obrambnega zidu stojita kula Radojkovič zgrajena v 16. stoletju, v kateri je danes muzej ustanovljen leta 1978 in ostanki rimskega mavzoleja. V središču vasi stojita dvorec družine Cerineo-Cerinić postavljen leta 1618, ki je največji utrjeni dvorec na Braču in župnijska cerkev sv. Jelene, ki je baročna gradnja iz 18. stoletja z bogato okrašenim pročeljem. Na oltarjih so štiri slike beneškega slikarja Jacopa Palme mlajšega, od katerih so tri podpisane.

## Demografija
| Pregled števila prebivalcev po letih | Pregled števila prebivalcev po letih | Pregled števila prebivalcev po letih | Pregled števila prebivalcev po letih | Pregled števila prebivalcev po letih | Pregled števila prebivalcev po letih | Pregled števila prebivalcev po letih | Pregled števila prebivalcev po letih | Pregled števila prebivalcev po letih | Pregled števila prebivalcev po letih | Pregled števila prebivalcev po letih | Pregled števila prebivalcev po letih | Pregled števila prebivalcev po letih | Pregled števila prebivalcev po letih | Pregled števila prebivalcev po letih | Pregled števila prebivalcev po letih |
| ------------------------------------ | ------------------------------------ | ------------------------------------ | ------------------------------------ | ------------------------------------ | ------------------------------------ | ------------------------------------ | ------------------------------------ | ------------------------------------ | ------------------------------------ | ------------------------------------ | ------------------------------------ | ------------------------------------ | ------------------------------------ | ------------------------------------ | ------------------------------------ |
| 1857                                 | 1869                                 | 1880                                 | 1890                                 | 1900                                 | 1910                                 | 1921                                 | 1931                                 | 1948                                 | 1953                                 | 1961                                 | 1971                                 | 1981                                 | 1991                                 | 2001                                 | 2011                                 |
| 311                                  | 383                                  | 416                                  | 477                                  | 569                                  | 472                                  | 0                                    | 446                                  | 400                                  | 376                                  | 374                                  | 312                                  | 231                                  | 206                                  | 186                                  | 172                                  |